# Pools monument (Roeselare)

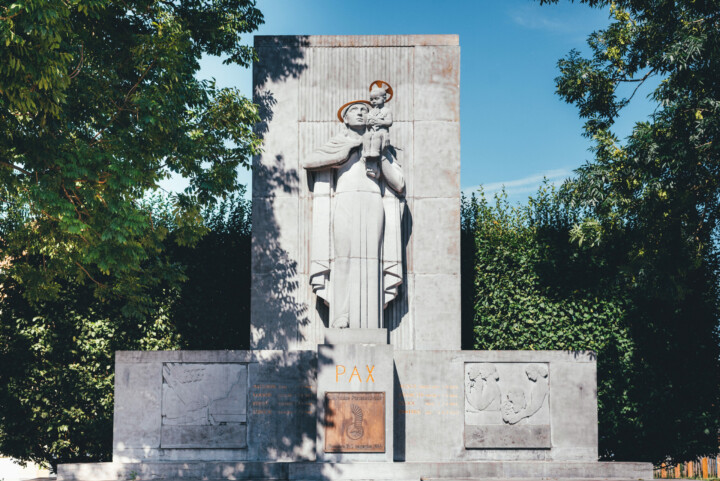
Monument ter herdenking Poolse bevrijding van Roeselare tijdens WO II

Het Pools monument Roeselare is een gedenkteken in Roeselare.
Op de O.-L.-Vrouwemarkt in Roeselare staat het Gedenkteken voor de vrede en voor de 1ste Poolse Pantserdivisie, onthuld tijdens de bevrijdingsfeesten op 9 september 1945 ter herdenking van de bevrijding van Roeselare door de Polen in het najaar van 1944. Het Mariabeeld symboliseert hierbij de ‘Vrede’ of ‘PAX’. Het gedenkteken werd in 2010 beschermd als monument.
De 1ste Poolse Pantserdivisie bevrijdde Roeselare van de Duitse overheersing op 7 en 8 september 1944. Deze legergroep was samengesteld uit gevluchte Poolse militairen, succesvol geleid door Generaal Stanisław Maczek bij het offensief van de geallieerden in West-Europa. Bij de bevrijding van Roeselare werden ze geholpen door de Roeselaarse Simonne Brugghe die hen informeerde over de Duitse verdediging, hun locatie en de troepensterkte. 
Op vraag van het Roeselaarse stadsbestuur realiseerden Robert en Geo Verbanck in 1945 dit gedenkteken in Maassteen op de Onze-Lieve-Vrouwemarkt. Het 3,5 m hoge Onze-Lieve-Vrouwbeeld met kind en aureool wordt geflankeerd door twee bas-reliëfs met marcherende soldaten achter een tank en een echtpaar met achter hen kinderen met bloemen. Ook de acht gesneuvelde Polen staan vernoemd op het monument. 
Een bronzen gedenkplaat met de verwijzing naar de Poolse bevrijding in 1944 is pas in 1987 toegevoegd aan het geheel. 
Het gedenkteken werd op 9 september 1945 onthuld met groots aangekondigde bevrijdingsfeesten en voorafgegaan door de eerste rondgang van de vernieuwde Onze-Lieve-Vrouwprocessie, ook wel Vredesstoet genoemd.